# Josef Czapek
Josef Wolf Czapek, född 19 mars 1825 i Prag, Tjeckien, död 6 juli 1915 i Göteborgs domkyrkoförsamling, Göteborgs och Bohus län, var en böhmisk-svensk organist, dirigent och tonsättare.

## Biografi
Czapek var son av en organist i en katolsk kyrka i Prag. Uppväxten var fattig men hans musikaliska begåvning gjorde att han kunde uppträda som violinist redan från sex års ålder. Då han var tolv kom han in vid Musikkonservatoriet i Prag, där han fick undervisning i violin för Friedrich Wilhelm Pixis och i harmonilära och komposition för Friedrich Dionys Weber. 1843 lämnade han konservatoriet då han fick ett årslångt engagemang på Böhmiska teatern i Prag. Därefter flyttade han till Berlin, och var först under två och ett halvt år anförare för Friedrich Wilhelmstadts Casino och därefter kapellmästare vid Steyermarkische Gesellschaft, som spelade på en turné i Tyskland och Skandinavien, som enligt uppgift mottogs med stort bifall. 
Sällskapet kom till Göteborg och gav den 2 maj 1847 en konsert i stora salen på Bloms hotell. Då sällskapet avreste till Förenta staterna, valde Czapek att bli kvar i staden efter att ha blivit uppmärksammad på en ledig tjänst som musikdirektör vid Göta artilleriregemente av bokhandlare Gumpert och som han också erhöll 1848. 
Czapek kom att bli en dominerande gestalt i Göteborgs musikliv under andra hälften av 1800-talet. Han anordnade från hösten 1848 så kallade Casino i Bloms hotell, där enligt annonseringen "uppföres Concert à la Strauss af en fullstämmig orkester; restaurationen bestrides af Rubensson. Musiken börjar kl. 7." Dessa soaréer blev mycket omtyckta och en institution i Göteborgs musikliv. 
Åren 1848–1878 var Czapek musikdirektör vid Göta artilleriregemente, ledare för Göteborgs orkester 1862-1868 och tjänstgjorde bland annat även som kapellmästare vid Stora Teatern och Harmoniska Sällskapet samt som sånglärare i flera skolor. Han samarbetade 1856-1861 med kompositören Smetana under dennes vistelse i Göteborg och även den tjeckiske tonsättaren August Meissner, som kom till Göteborg på Czapeks initiativ. 
Han var 1856-1909 organist vid Göteborgs synagoga och 1857-1900 vid engelska kyrkan. Kammarmusik spelades under Czapeks ledning vid soaréer och i det på hans initiativ 1884 bildade Eugène Sundbergs kvartettsällskap, där han var ordförande i flera år.
Czapek blev associé vid Kungliga Musikaliska Akademien 1853 och ledamot nr. 364 den 19 december 1857 samt erhöll 1860 medaljen Litteris et artibus, som utdelas för framstående konstnärliga insatser inom främst musik, scenisk framställning och litteratur.

## Verk
Czapek komponerade två symfonier, en konsertuvertyr, marschmusik och tillfällighetskompositioner för orkester, tre mässor, Te Deum, Benedictus och kantater, bland andra Das Weltgericht (Yttersta domen) samt kammarmusik.

## Diskografi
- Militärmusik i Göteborg / Hemvärnets musikkår Göteborg. Göteborg : Centor, p 2007 - Innehåller: Kungl. Göta artilleriregementes sorgmarsch ; Göteborgs skarpskyttesmarsch ; Första maj-marsch ; Parade marsch.
- Strandhugg i västsvenskt musikliv : Bengt Andersson och Anna Wallin porträtterar tonsättarna Czapek, Smetana, Andrée, Håkanson, Anrep-Nordin och Nystroem. Göteborg: Altfiol i Väst. 2009. Libris 13554369  - Innehåller Andante religioso av Czapek.